# Michele Mitchell
Michele Mitchell (n. 10 ianuarie 1962, Phoenix, Arizona, SUA) este o săritoare în apă ce a reprezentat Statele Unite ale Americii, medaliată olimpică. A participat la 2 ediții ale Jocurilor Olimpice (1984, 1988) în care a câștigat două medalii de argint.